# こもりやさくら
こもりや さくら（1999年8月22日 - ）は、日本のタレント、女優、歌手、YouTuber、TikToker。アイドルグループ・X21の元メンバー。
兵庫県姫路市出身。堀越高等学校卒業。旧芸名は籠谷さくら。

## 略歴
2012年8月に開催された『第13回全日本国民的美少女コンテスト』でグラビア賞を受賞。上位入賞者を中心に結成された「X21」に加入し芸能界デビュー、グループ解散時まで活動した。
2015年6月、テレビ東京系アニメ『ジュエルペット マジカルチェンジ』オープニングテーマを歌うために結成されたアイドルユニット「マジカル☆どりーみん」メンバーに選抜された。
2018年4月、『NHK高校講座 地理』に石原良純が所長を務める“フィルドストン研究所”の助手としてレギュラー出演。
2020年にオスカープロモーションを退所し高岡事務所に移籍。2021年に高岡事務所も退所している。
2022年からジョイナスエンターテイメントに所属し、芸名をこもりやさくらに変更、同年に関連会社のアオイコーポレーションに転籍したが、2025年には退所している。
2025年4月19日、結婚を報告した。

## 人物
- 幼少時（4歳頃）より父の影響で空手道場に通い、黒帯の持ち主[3]。また、父の影響でプロレスラー、スタン・ハンセンのファンである。ハンセン自身は生まれてすぐの2000年に現役引退しているものの、モノマネを得意とする、常に前向きで突貫的な姿勢など、籠谷本人のニックネーム（ウィー）にするほど影響を受けている。なお、プロレスそのものも好きであるが、好きになったタイミングと芸能界デビューの時期が重なり、2014年現在テレビ中継観戦のみで生観戦できていない[8]。
- ブルース・リーの映画を観たことからヌンチャクを持ち歩き、我流で習得。フジテレビ『ワイドナショー』出演時に披露した経緯から[9]、以降、テレビや雑誌出演の際は肩にヌンチャクを掛けていることが増えた。

## 作品

### CD

#### シングル
マジカル☆どりーみんとして
- マジカル☆チェンジ（Dorothy Little Happy盤）（2015年8月5日、avextrax）AVCD-83343
- マジカル☆チェンジ（GEM盤）（2015年8月5日、avextrax）AVCD-83344
- マジカル☆チェンジ（X21盤）（2015年8月5日、avextrax）AVCD-83345
- マジカル☆チェンジ（DVD同梱版）（2015年8月5日、avextrax）AVCD-83342

### DVD&BD
- ピュア・スマイル（2015年10月23日、竹書房）[11]

## 出演

### 映画
- 天使のいる図書館（2017年2月11日奈良県先行公開 / 2月18日全国公開、ユナイテッドエンタテインメント） - 東川亜美 役
- クロノゲイザー 時空の結び目（2017年8月、オッドエンタテインメント） - ソラ 役
- あなたの番です 劇場版（2021年12月、東宝） - 客室係 役

### テレビドラマ
- 連続テレビ小説 おちょやん 第36話・37話（2021年1月26日・27日、NHK） - 滝野川恵 役
- 彼女、お借りします（2022年7月3日 - 、ABCテレビ・テレビ朝日） - 今井みはる 役
- 月曜プレミア8・十津川警部の事件簿「草津・殺しのトライアングル」（2023年2月13日、テレビ東京） - 細岩ひろみ 役
- 弁護士ソドム 第1話（2023年4月28日、テレビ東京） - 横手結衣 役

### テレビ番組
- 新日本プロレス大作戦DX #67・#68・#95・#96（2016年2月17日・25日・2017年3月1日・8日、FIGHTING TV サムライ）
- ワイドナショー（2017年4月2日 - 2018年3月18日、フジテレビ） - ワイドナ高校生として不定期出演
- 2017 夏・高校野球埼玉大会チーム紹介（2017年7月1日 - 8日、埼玉県内ケーブルテレビ11社）
- 新しい波24（2017年7月3日、フジテレビ） - MC
- 目覚めよ!球児!!第99回全国高等学校野球選手権 埼玉大会 市営大宮球場ハイライト（7月15日 - 21日、埼玉県内ケーブルテレビ11社）
- メッセンジャーの○○は大丈夫なのか?（2018年5月 - 2019年8月、毎日放送） - アシスタント
- NHK高校講座 地理（2018年4月13日 - 2019年3月15日）[12]
- オスカル!はなきんリサーチ（2019年1月12日〈11日深夜〉 - 2020年3月、テレビ朝日） - MC（小芝風花、岡田結実と共演）[13]

### WEBドラマ
- 坂元裕二プロデュース 短編会話劇「雑談会議『気ブン爽カイ』」（2017年1月） - 森高ちづる 役
- マヒルについて~about a M~（2018年9月） - 女子高生 役
- ハッピーメール~Love Story~ 第2話「わたしの色」（2019年8月）

### 配信番組
- 真夜中のハーリー＆レイス（2014年1月28日、ラジオ日本）[14]

### 舞台
- 既読アリ（2017年12月、インディペンデントシアターセカンド） - 黒石 役
- ゴミくずちゃん可愛い（2018年3月、飛鳥山野外舞台） - ゴミ 役

### CM
- 増田塾（2019年）

### 雑誌
- ビッグコミックスピリッツ（2017年5月29日、小学館）
- 週刊ヤングマガジン 28号（2017年6月12日、講談社）
- 週刊プレイボーイ No.31（2017年7月15日、集英社）
- BOMB 10月号（2018年9月7日、学研プラス）

### イメージキャラクター
- 「2017 夏・高校野球埼玉大会チーム紹介」公式応援キャラクター（埼玉県内ケーブルテレビ 11社） - 松田莉奈・山﨑紗彩・川口ゆりなとともに